# 隆戈
隆戈（法語：Longueau，法語發音：[lɔ̃ɡo]）是法国上法兰西大区索姆省的一个市镇，位于该省中部，省会亚眠市区以东，属于亚眠区。隆戈是亚眠城市公共社区的一部分，位于亚眠市区东部，多条亚眠公交线路经过隆戈境内。

## 地理
隆戈（49°52'13"N, 2°21'22"E）面积3.42 平方千米，位于法国上法蘭西大區索姆省，该省份为法国北部沿海省份，北起加来海峡省和北部省，西接滨海塞纳省和大西洋英吉利海峡，南至瓦兹省，东临埃纳省。
与隆戈接壤的市镇（或旧市镇、城区）包括：卡蒙、亚眠、博沃、卡尼、格利西。
隆戈的时区为UTC+01:00、UTC+02:00（夏令时）。

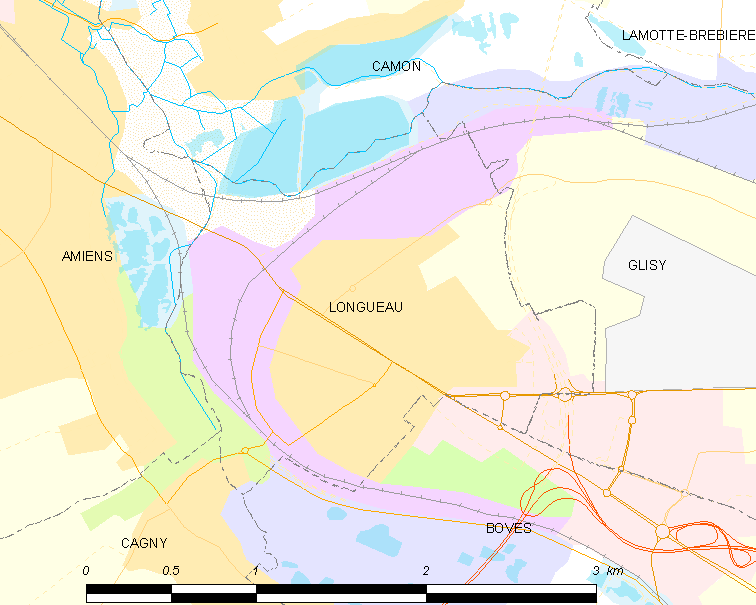
隆戈的OSM定位图

## 行政
隆戈的邮政编码为80330，INSEE市镇编码为80489。

## 政治
隆戈所属的省级选区为亚眠第四县。

## 人口

1962-2008年间隆戈人口变化图示

隆戈于2022年1月1日时的人口数量为5726人。